# 荒木哲郎
荒木 哲郎（あらき てつろう、1976年11月5日 - ）は、日本のアニメーター、アニメ監督、演出家である。埼玉県狭山市出身。血液型はB型。妻はアニメ編集技師の肥田文。別名義に『望月三郎』がある。

## 経歴
1999年4月、マッドハウスに入社。制作進行を経て2年目から演出を始め、『ギャラクシーエンジェル』の演出で注目を集める。
2005年、OVA『おとぎ銃士 赤ずきん』で監督デビューする。
2010年9月、マッドハウスを退社。
2013年10月、『ニュータイプアニメアワード2013』で監督賞を受賞し、2014年に『東京アニメアワード2014』アニメ オブ ザ イヤー部門で監督賞を受賞した。
2022年5月、オリジナル劇場アニメ『バブル』が全国公開。

## 人物
『進撃の巨人』シリーズにおいてアニメ制作会社WIT STUDIOとのタッグで生み出した立体機動と呼ばれるアクション映像で世界的にも評価の高い監督とされる。
演出において、アニメは大勢の力を借りなければ作れないため、フィルムをコントロールする上で絵コンテを描くことは仕事の半分にすぎず、残りの半分の打ち合わせが重要だと断言している。
自分で絵を描いて直してしまうタイプの監督であり、その結果、本来の監督としての仕事が後回しになって作業を止めてしまうことがある。しかし、初めて総監督という肩書きで制作に臨んだ『進撃の巨人season2』で、season1では助監督だった肥塚正史監督に絵コンテの事前チェックや設定関係、本編作画の確認などを任せた結果、作業が効率化されて制作もスムーズに進んだ上に、ちゃんと自分の作品だと誇れるものに仕上がったという。
アニメ業界に入ったのは、映像業界で演出をやりたかったからとしている。大学生の頃はマンガを描いて持ち込みをしたり、Hi8（ビデオ）で映画を作ったりしていたが、1999年当時はアニメ番組が数多く放送されていたため、そこならチャンスも多いだろうと考えてマッドハウスに入社を決めた。
元々、アニメが好きで影響を受けた作品として富野由悠季の一連の作品や『新世紀エヴァンゲリオン』を挙げている。富野由悠季については、憧れの存在であり、アニメ業界に入ってからずっと彼のような作品を作りたいと思って生きてきたと語っている。彼に影響を受けた部分としては、通り一遍ではない人間の感情を描くところを挙げている。
新海誠のことを同じアニメを作る者としてリスペクトしている。
"ライバル"は「長井龍雪」とのこと。
平尾隆之とはマッドハウス時代の同期であり、平尾が監督を務める作品に原画として参加することもある。月刊アニメ雑誌アニメージュで平尾隆之とコラム「バリウタの愛を知りたい!!」を掲載している。
『ギャラクシーエンジェル』に関わっていた時代、荒木が演出を担当した回は内外から「暴走している」と言われていた。
『甲鉄城のカバネリ』の制作に際して荒木は、設立されてから5年が経ったこともあってWIT STUDIOのスタッフが「凄い軍団になってきたな」と称しており、『進撃の巨人』の制作時より頼もしくなったとしている。また、総作画監督としてオファーした丸藤広貴に対し、短時間で大量に修正する丸藤を称賛している。
『バブル』のキャラクターデザイン原案の小畑健に対し、荒木は『DEATH NOTE』で監督を務めたこともあって「別の人を検討すらしていなかった」として小畑へオファーした。
肩書き上は演出家であるが、イラストについても秀でた才能を持ち、『ギャラクシーエンジェル』におけるデフォルメキャラのデザインや関連書籍内でスタッフの似顔絵および小説の挿絵を担当したこともある（代表的なのは第4期のエンドロール）。

## 参加作品

### テレビアニメ
1999年
- 十兵衛ちゃん ラブリー眼帯の秘密（制作進行）

2001年
- ギャラクシーエンジェル（絵コンテ・演出）

2002年
- ぱにょぱにょデ・ジ・キャラット（絵コンテ・演出）
- ギャラクシーエンジェル（第2期、絵コンテ・演出）
- ギャラクシーエンジェル（第3期、絵コンテ・演出）

2003年
- デ・ジ・キャラットにょ（絵コンテ・演出）
- ガングレイヴ（ - 2004年、絵コンテ・演出）

2004年
- ギャラクシーエンジェル（第4期、絵コンテ・演出）

2005年
- フタコイ オルタナティブ（絵コンテ）

2006年
- BLACK LAGOON（絵コンテ・演出）
- シュヴァリエ 〜Le Chevalier D'Eon〜（絵コンテ）
- DEATH NOTE（ - 2007年、監督・絵コンテ・演出・脚本・OP絵コンテ）

2007年
- がくえんゆーとぴあ まなびストレート!（原画）

2008年
- 逆境無頼カイジ（絵コンテ）
- 黒塚 KUROZUKA（監督・絵コンテ・演出・OP絵コンテ）
- ミチコとハッチン（ - 2009年、絵コンテ・演出）

2009年
- 青い文学シリーズ「桜の森の満開の下」（監督・絵コンテ・演出）
- とある科学の超電磁砲（ - 2010年、原画）

2010年
- 学園黙示録 HIGHSCHOOL OF THE DEAD（監督・絵コンテ・演出・OP絵コンテ/演出）

2011年
- ブレイド（絵コンテ）
- ギルティクラウン（監督・絵コンテ・演出・OP絵コンテ/演出）

2012年
- ソードアート・オンライン（絵コンテ）

2013年
- 進撃の巨人（監督・絵コンテ・演出・OP絵コンテ）

2014年
- ガンダム Gのレコンギスタ（絵コンテ・演出）

2016年
- 甲鉄城のカバネリ（監督・絵コンテ・演出・OPディレクション・絵コンテ）

2017年
- 進撃の巨人 Season 2（総監督・演出・OP絵コンテ・ED演出）

2018年
- 進撃の巨人 Season 3（総監督・演出）

2020年
- 富豪刑事 Balance:UNLIMITED（絵コンテ）

2022年
- SPY×FAMILY（OP2絵コンテ/演出）

2023年
- ヴィンランド・サガ Season2（OP2絵コンテ/演出）

2024年
- 僕の心のヤバイやつ（OP2絵コンテ/演出）
- アオのハコ（OP1絵コンテ/演出）

2025年
- 機動戦士Gundam GQuuuuuuX（絵コンテ・演出・原画）
- SAKAMOTO DAYS（OP2絵コンテ/演出）

### 劇場アニメ
2000年
- 劇場版 カードキャプターさくら 封印されたカード（制作進行）
- PARTY7（アニメーション制作進行）

2006年
- 時をかける少女（マスコットデザイン）

2011年
- 桜の温度（原画）

2012年
- ねらわれた学園（演出）

2014年
- 劇場版 進撃の巨人 前編〜紅蓮の弓矢〜（監督）

2015年
- 劇場版 進撃の巨人 後編〜自由の翼〜（監督）

2016年
- 甲鉄城のカバネリ 総集編 前編 集う光（監督）

2017年
- 甲鉄城のカバネリ 総集編 後編 燃える命（監督）

2019年
- 甲鉄城のカバネリ〜海門決戦〜（監督・脚本）

2022年
- バブル（監督・絵コンテ・演出・ED絵コンテ/演出）

### OVA
2000年
- すてきですわ、さくらちゃん! 知世のカードキャプターさくら 活躍ビデオ日記!（絵コンテ・演出）
- すてきですわ、さくらちゃん! 知世のカードキャプターさくら 活躍ビデオ日記スペシャル!（絵コンテ・演出）

2005年
- おとぎ銃士 赤ずきん（監督）

### Webアニメ
- ムーンライズ（2025年、絵コンテ）

### ゲーム
2010年
- ゴッドイーター アニメーションPV（原画）※望月三郎名義

### ミュージックビデオ
2023年
- SawanoHiroyuki[nZk]:Hata Motohiro 『COLORs』／ TOHO animation ミュージックフィルムズ（監督）

## 出版物

### 雑誌連載
- 2014年 - 連載中 「荒木哲郎×平尾隆之 バリウタの愛を知りたい!!」（アニメージュ） - 平尾隆之との対談形式のコラム。